# KV6
KV6 i Konungarnas dal utanför Luxor i Egypten var begravningsplats för farao Ramses IX under Egyptens tjugonde dynasti som avled 1107 f.Kr.
KV6 är placerat centralt i huvud wadin i Konungarnas dal i västra sidan på en kulle som dominerar den centrala dalen. Graven är delvis byggd över KV5 ock KV55.  Sannolikt täcktes ingången till KV55 över av schaktmassor när KV6 grävdes.
KV6 inleds med tre korridorer följt av en mindre kammare och en ej färdigställd större kammare med pelare varifrån en gång leder ner till gravkammaren. Den första korridoren har fyra odekorerade kammare, varav en inte är färdigställd. Utförandet med sidokammare till den inledande korridoren liknar KV11. I gravkammaren finns en grop för en sarkofag (som saknas). Graven är upptar totalt 396 m² och är totalt 105 m lång.
KV6 är dekorerad med motiv från många olika klassiska verk såsom Caverns bok,  Portarnas bok, De dödas bok, Öppna munnen ritualen, Amduat och Nattens bok. Mer än hälften av gravens alla dekorationer har färdigställts efter Ramses IX:s död. Ramses IX:s mumie har hittats i TT320.
KV6 har varit öppen sedan antiken och grävts ut 1817 och 1888.
| KV5 KV6 KV55 Graven KV5, KV6 och KV55:s läge i Konungarnas dal. |

## Galleri

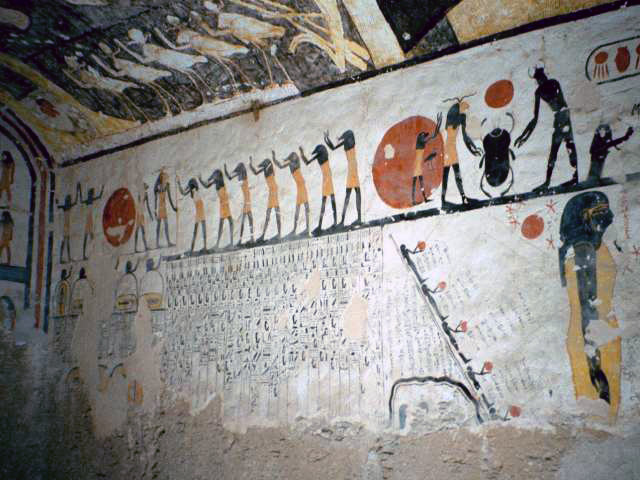
Dekoration på höger vägg i gravkammaren i KV6
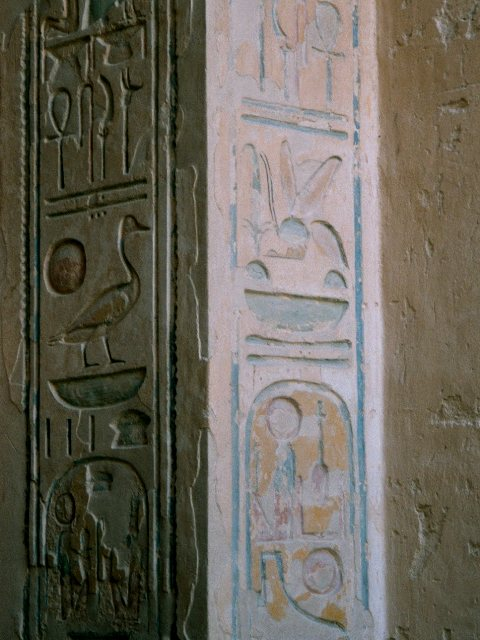
Ramses IX:s namn skrivet med hieroglyfer på en dörrpost i KV6
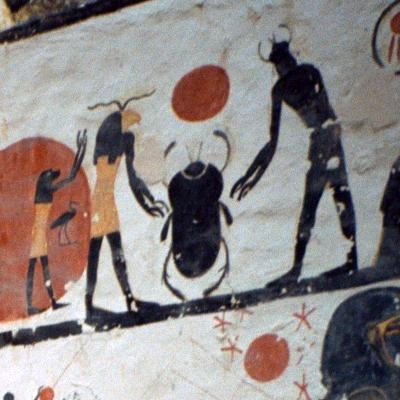
Väggdekoration i KV6